# Dundalk (Maryland)
Dundalk ist eine Ortschaft (CDP) im Baltimore County im US-Bundesstaat Maryland mit 67.796 Einwohnern (Stand: Volkszählung 2020). Dundalk ist eine Vorstadt und Teil der Metropolregion Baltimore.

## Geschichte
1856 gründete Henry McShane, ein Einwanderer aus Irland, die McShane Bell Foundry am Ufer des Patapsco River in den damaligen südöstlichen Außenbezirken von Baltimore. Später zog eine Gießerei in das Gebiet Patterson Park in Baltimore, bis ein Brand in den 1940er Jahren den Umzug in die 201 East Federal Street erforderlich machte. Neben Bronzeglocken stellte die Gießerei einst auch gusseiserne Rohre und Ofenarmaturen her. Als er von der Baltimore and Sparrows Point Railroad nach einem Namen für ein Depot für die Gießerei gefragt wurde, das an ihrer Bahnlinie lag, schrieb McShane Dundalk, nach seiner Geburtsstadt Dundalk in Irland. Im Jahr 1977 zog die Gießerei an ihren heutigen Standort in Glen Burnie um.
1916 kaufte die Bethlehem Steel Company 1000 Acres (4,0 km²) Ackerland in der Nähe der McShane-Gießerei, um Wohnungen für ihre Werftarbeiter zu bauen. Die Dundalk Company wurde gegründet, um eine Stadt im neuen Stil zu planen, ähnlich der Roland Park Gegend in Baltimore, mit Ausschluss von Geschäften, außer an bestimmten Stellen, und Land für die zukünftige Entwicklung von Schulen, Spielplätzen und Parks zu lassen. Im Jahr 1917 wurde Dundalk gegründet und verfügte zu diesem Zeitpunkt über 62 Häuser, zwei Geschäfte, ein Postamt und eine Telefonzentrale. Die Straßen wurden in einem fußgängerfreundlichen, offenen Raster angelegt, mit Namen wie "Shipway", "Northship", "Flagship" und "Admiral". Die zweistöckigen Häuser hatten steil abfallende Dächer und eine Stuckfassade. Als die Nachfrage nach Stahl während des Ersten Weltkriegs rapide anstieg, wuchs die Bevölkerung stark.
Dundalk war einst als Little Appalachia oder als Hillbilly-Ghetto bekannt. Vor, während und nach dem Zweiten Weltkrieg ließen sich viele Einwanderer aus den Appalachen in der Gegend um Baltimore nieder, auch in Dundalk. Die Menschen aus den Appalachen, die nach Dundalk einwanderten, waren größtenteils Wirtschaftsmigranten, die auf der Suche nach Arbeit kamen.

## Demografie
Nach der Volkszählung von 2010 leben in Dundalk 63.597 Menschen. Die Bevölkerung teilt sich auf in 78,5 % Weiße, 12,6 % Afroamerikaner, 1,0 % amerikanische Ureinwohner, 3,0 % Asiaten, 0,1 % Ozeanier und 3,3 % mit zwei oder mehr Ethnizitäten. Hispanics oder Latinos aller Ethnien machten 8,3 % der Bevölkerung aus. Das mittlere Haushaltseinkommen lag bei 55.757 US-Dollar und die Armutsquote lag bei 14,6 % der Bevölkerung.